# Kokia cookei
El árbol de algodón de Moloka'i (Kokia cookei O.Deg.< Molokaʻi treecotton, Cooke's kokiʻo o Molokaʻi kokiʻo) es un árbol pequeño caducifolio, está considerado como una de las especies vegetales más rara y con un mayor riesgo de extinción de las existentes en el mundo.[cita requerida] Incluso cuando se encontraron los primeros ejemplares en la década de 1860, solamente pudieron ser localizados tres árboles. Fue dado por extinto en la década de 1950 en que murió la última planta que se conservaba de semillero. Sin embargo, en 1970, una sola planta fue descubierta en la misma finca de Kauluwai donde el "último" individuo creció, probablemente un residuo superviviente de una de las plantas cultivadas previamente allí. 
Aunque este árbol fuera destruido en un fuego en 1978, una rama que fue quitada anteriormente fue injertada sobre el relacionado, y también en peligro de extinción, Kokia kauaiensis. Existen actualmente cerca de 23 plantas injertadas, una de ellas en el Jardín Etnobotánico Amy B. H. Greenwell.
Se sabe solamente que ha existido en las tierras bajas de la parte  occidental de la isla de Moloka'i en las islas Hawái. Presumiblemente, su hábitat nativo fueran los bosques secos de las tierras bajas, en la zona del extremo occidental de barlovento de la isla; seguramente serían cortados todos los ejemplares por los asentamientos Polinesios en el 1000 DC para dejar espacios cultivables para sus prácticas agrícolas. Parece haber sido observado por estos colonos, según lo sugerido por le nombre en hawaiano de hau heleʻula ("hau enteramente rojo") (CPC2002). Los tres árboles que se encontraron en un principio crecían cerca de Mahana, al noreste de Pu‘u Nana a una altura aproximada de 200 m s. n. m. (USFWS 1998).
Aunque el ecosistema original del bosque fuera destruido y substituido por un biotopo arbustivo con plantas como la nativa; ʻilieʻe (Plumbago zeylanica) y la flora introducida,  Molokaʻi kokiʻo sobrevivió inicialmente. Parece haber tenido cierta tolerancia al cambio del hábitat, permitiéndole florecer hasta el siglo XIX.

## Polinizadores
La extinción de esta especie en su estado silvestre parece ser debida en gran medida a la coextinción de los pájaros nectarívoros nativos. K. cookei parece estar adaptada a la polinización de los pájaros que tengan una preferencia más relacionada con la familia Malvaceae. Los pájaros, Drepanidinae, fueron eliminados de los bosques secos por los  Polinesios, y la mayoría de las especies restantes, sucumbieron en el siglo XIX a las enfermedades transmitidas por los mosquitos tal como la malaria aviar (Plasmodium relictum) y el Poxviridae.
Las grandes flores de Molokaʻi kokiʻo podrían haber admitido a un gran número de potenciales polinizadores (en oposición al e.j. Hibiscadelphus):
- Maui Nui ʻAlauahio, Paroreomyza montana ssp? - eliminado de la isla (prehistóricamente?)
- Kakawahie, Paroreomyza flammea - eliminado de las tierras bajas en 1900, extinto (1963)
- Common ʻAmakihi, Hemignathus virens - eliminado de las tierras bajas en 1900
- ʻIʻiwi, Vestiaria coccinea - eliminado de las tierras bajas en 1900
- Black Mamo, Drepanis funerea - extinto en (1907); no siendo seguro si ocurrió regularmente en su hábitat
- ʻApapane, Himatione sanguinea - eliminado de las tierras bajas en 1900
- ʻAkohekohe, Palmeria dolei - eliminado de la isla en (1907); no siendo seguro si ocurrió regularmente en su hábitat

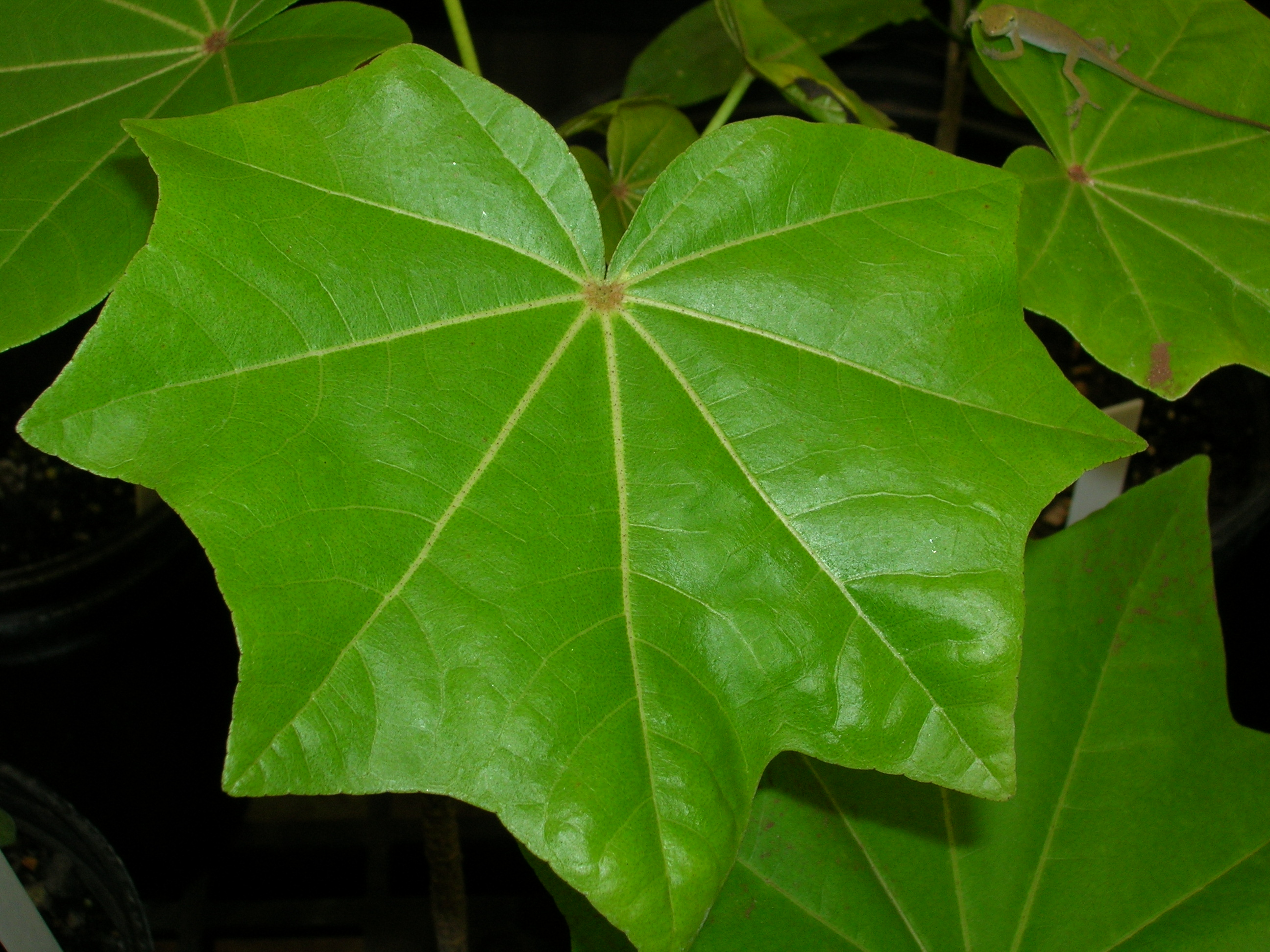
Hoja de Kokia cookei.

(de James & Olson 1991, Olson & James 1991)